# To-y
To-y (トーイ, Tō-i) é um mangá japonês escrito e ilustrado por Atsushi Kamijo. Foi serializado na revista Weekly Shōnen Sunday de 1985 a 1987, com os capítulos coletados tendo ao todo 10 volumes. Conta a história do GASP, uma banda underground de punk rock, e sua tentativa de conseguir um contrato de gravação e atingir o estrelato. To-y foi adaptado para uma animação em vídeo original (OVA) em 1987.

## Enredo
A história segue To-y Fujii (藤井冬威), vocalista do GASP, e suas tentativas de não se esgotar durante sua ascensão na indústria fonográfica. A história também segue o relacionamento crescente de To-y com Niya Yamada (山田二矢), enquanto os dois encontram conforto um no outro quando são rejeitados pela sociedade.

## Mídia

### Mangá
To-y foi escrito e ilustrado por Atsushi Kamijo. Foi serializado na revista da editora Shogakukan, Weekly Shōnen Sunday, de 3 de abril de 1985 a 25 de março de 1987. A Shogakukan compilou seus capítulos individuais em dez volumes de tankōbon lançados de 18 de setembro de 1985 a 18 de junho de 1987. A Shogakukan publicou novamente a série em seis volumes de bunkoban entre 17 de janeiro e 16 de maio de 1997. Ela relançou a série em uma edição deluxe de cinco volumes para seu 30º aniversário entre 21 de dezembro de 2015 e 25 de abril de 2016.
Lista de volumes
| N.º | Data de lançamento japonês | ISBN japonês  |
| --- | -------------------------- | ------------- |
| 1   | 18 de setembro de 1985     | 4-09-121351-0 |
| 2   | 18 de novembro de 1985     | 4-09-121352-9 |
| 3   | 18 de janeiro de 1986      | 4-09-121353-7 |
| 4   | 18 de março de 1986        | 4-09-121354-5 |
| 5   | 18 de junho de 1986        | 4-09-121355-3 |
| 6   | 18 de setembro de 1986     | 4-09-121356-1 |
| 7   | 18 de novembro de 1986     | 4-09-121357-X |
| 8   | 18 de fevereiro de 1986    | 4-09-121358-8 |
| 9   | 18 de abril de 1986        | 4-09-121359-6 |
| 10  | 18 de junho de 1987        | 4-09-121360-X |

### Animação de vídeo original (OVA)
O mangá foi adaptado em um vídeo de animação original (OVA) que foi lançado em 1987 em VHS, LaserDisc, Betamax e Video High Density. Foi dirigido por Mamoru Hamatsu, com desenhos de personagens de Naoyuki Onda e direção de arte de Shichirō Kobayashi. Masaya Matsuura ficou encarregado da trilha sonora, e sua banda Psy-S forneceu as canções-tema; "Lemon no Yūki" (Lemonの勇気)  e "Cubic Lovers".

## Legado
To-y foi um pioneiro em mangás com temas de bandas e influenciou outras séries de mangás como Beck e Nana.
Em 2007, Justin Sevakis da Anime News Network, relatou que uma restauração digital quadro a quadro do OVA de To-y estava sendo feita por fãs. Ele citou como a primeira restauração de fãs na comunidade de anime.
A banda de rock visual kei Penicillin tomou seu nome do grupo fictício Penicillin Shock que aparece em To-y, e intitulou seu primeiro álbum com este nome. Em 2015, Atsushi Kamijo desenhou a capa do álbum do Penicillin Memories ~Japanese Masterpieces~.